# Sentol
Sentol is een bestuurslaag in het regentschap Pamekasan van de provincie Oost-Java, Indonesië. Sentol telt 3189 inwoners (volkstelling 2010).